# Arthur French (1er baron de Freyne)
Arthur French, 1er baron de Freyne (1786 - 29 septembre 1856) est un pair anglo-irlandais et membre du Parlement.

## Biographie
Il est le fils aîné d'Arthur French (homme politique) (en) de Frenchpark et de son épouse Margaret Costello d'Edmondstown. Cette famille est depuis de nombreuses années l'une des principaux propriétaires terriens du comté de Sligo et du comté de Roscommon. Il est élu au Parlement pour l'ancienne circonscription de son père, Roscommon, en 1821, siège qu'il occupe jusqu'en 1832. En 1839, il est élevé à la pairie comme baron de Freyne, d'Artagh dans le comté de Roscommon. Douze ans plus tard, en 1851, il est fait baron de Freyne, de Coolavin, dans le comté de Sligo, avec un reste spécial pour ses trois jeunes frères John, Charles et Fitzstephen. Il est ensuite Lord Lieutenant de Roscommon de 1855 jusqu'à sa mort l'année suivante.
Lord de Freyne épouse Mary (décédée le 7 septembre 1843), fille de Christopher McDermott, en 1818, mais le mariage est sans enfant. Il meurt le 29 septembre 1856 et la baronnie de 1839 disparait. Cependant, la baronnie de 1851, selon le reste spécial, passe à son frère cadet, John.